# Impatiens harae
Impatiens harae är en balsaminväxtart som beskrevs av Hideaki Ohba och S. Akiyama. Impatiens harae ingår i släktet balsaminer, och familjen balsaminväxter. Utöver nominatformen finns också underarten I. h. micrantha.